# Blue Cross Blue Shield Tower
La Blue Cross Blue Shield Tower (BCBS) è un grattacielo di Chicago, in Illinois. È sede del quartier generale della Health Care Service Corporation.
L'architetto James Goettsch di Goettsch Partners ha progettato l'edificio. La prima fase di 33 piani è stata completata nel 1997 a nome della Lohan Associates (ora Goettsch Partners). La seconda fase di 24 piani è iniziata nel 2007 ed è stata completata nel 2010.

## Espansione
Nel 2006 la città di Chicago ha dato il permesso per alzare letteralmente l'edificio per portare l'altezza al di sopra dei 200 metri. È stato il primo edificio della città a subire questo tipo di intervento.
|  |  |
|  |  |

## Curiosità

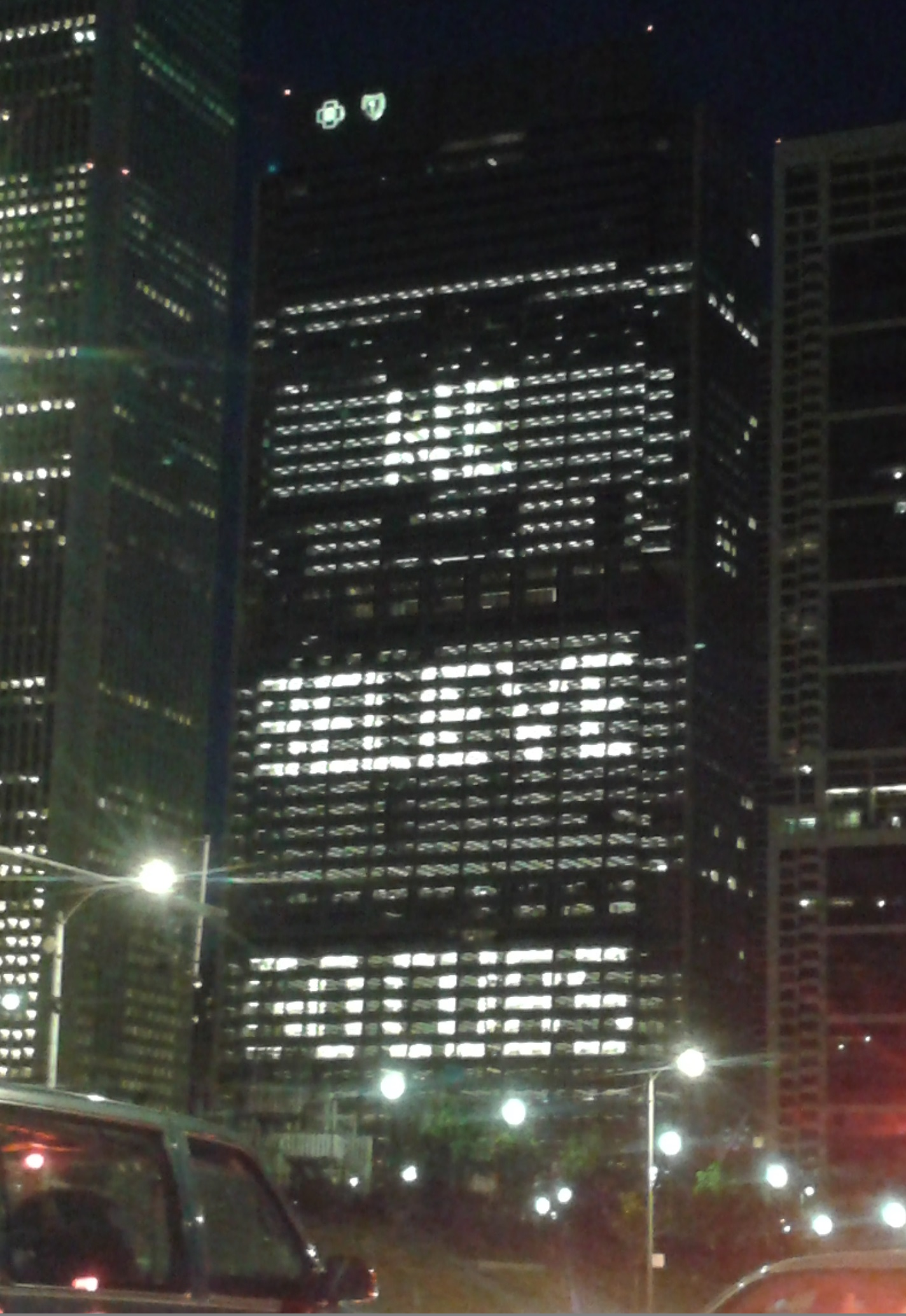
Un messaggio visualizzato per celebrare la cavalcata verso il titolo dei Chicago Cubs nella NLCS 2015.

La direzione della Blue Cross Blue Shield Tower mostra spesso il suo supporto per problemi di assistenza sanitaria, eventi locali e associazioni di beneficenza, organizzando la visualizzazione di messaggi appropriati di notte sulla facciata sud dell'edificio di fronte al Grant Park.
A differenza del vicino CNA Center, la stesura del messaggio viene eseguita manualmente.